# Slivonja Jarek
 Slivonja Jarek  falu Horvátországban Krapina-Zagorje megyében. Közigazgatásilag Krapinske Toplicéhez tartozik.

## Fekvése
Zágrábtól 35 km-re északnyugatra, községközpontjától  2 km-re északkeletre a Horvát Zagorje északnyugati részén fekszik.

## Története
A településnek 1890-ben 155, 1910-ben 194 lakosa volt. Trianonig Varasd vármegye Pregradai járásához tartozott. A településnek 2001-ben 115 lakosa volt.

## Külső hivatkozások
- Krapinske Toplice község hivatalos oldala
- Krapinske Toplice turisztikai portálja